# Necromanteion dell'Acheronte

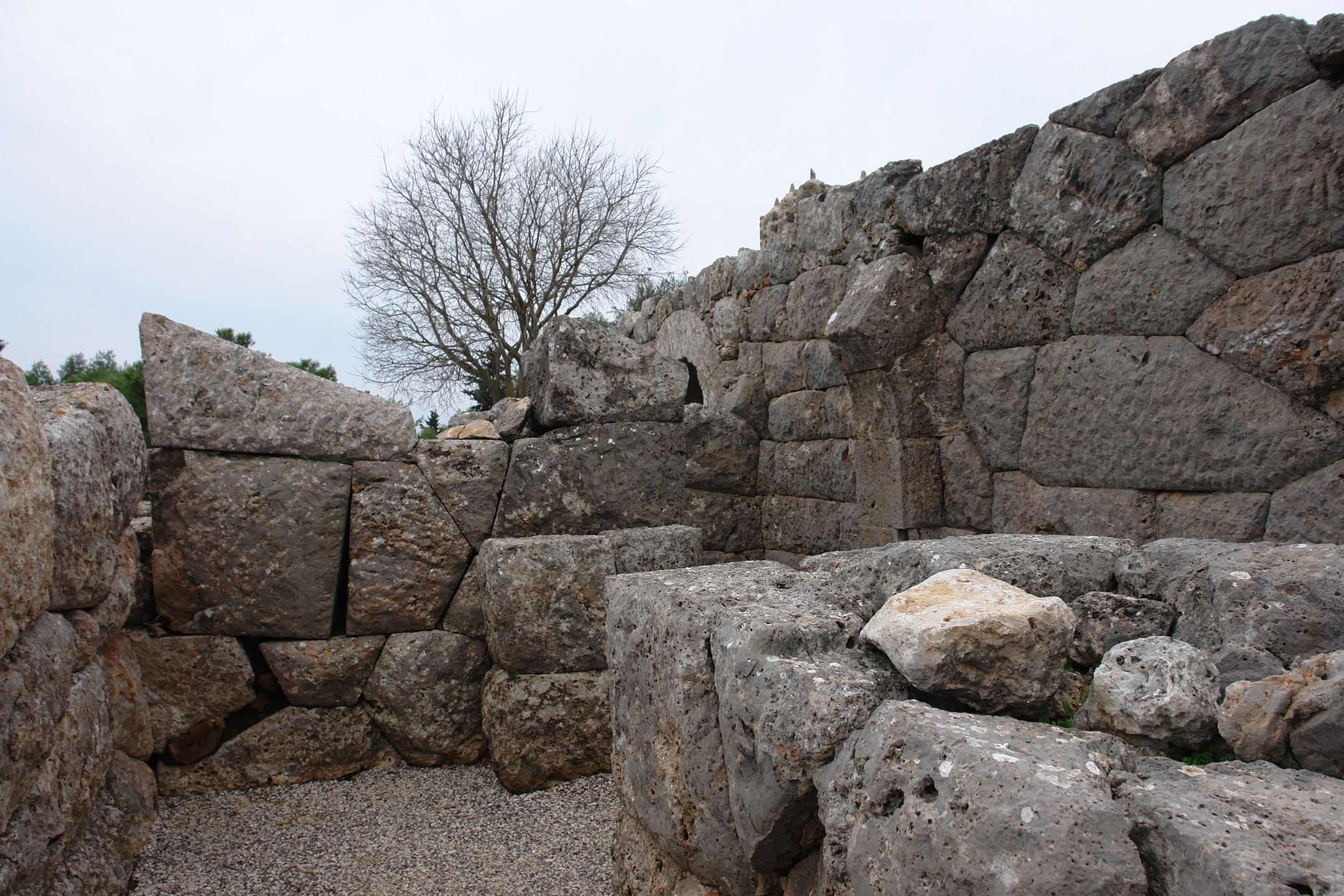
Labirinto che dava accesso alla sala principale del Santuario

Il Necromanteion, o Nekromanteion (in greco antico: Νεκρομαντεῖον?), era un tempio di necromanzia dell'antica Grecia dedicato ad Ade e Persefone. Secondo la tradizione, si trovava sulle rive dell'Acheronte in Epiro, vicino all'antica città di Efira. Questo sito era ritenuto dai devoti come la porta da cui si accedeva al regno dei morti. Il sito si trovava nel punto in cui si incontravano i fiumi Acheronte, Flegetonte e Cocito: la gente credeva che i flussi portassero nell'aldilà. Il significato dei nomi dei fiumi è stato interpretato come "priva di gioia", "carboni ardenti" e "lamento".
Nel 1958 ne fu proposta una localizzazione alternativa in un vicino sito presso Mesopotamos, ma tale identificazione è contestata.

## Scenario

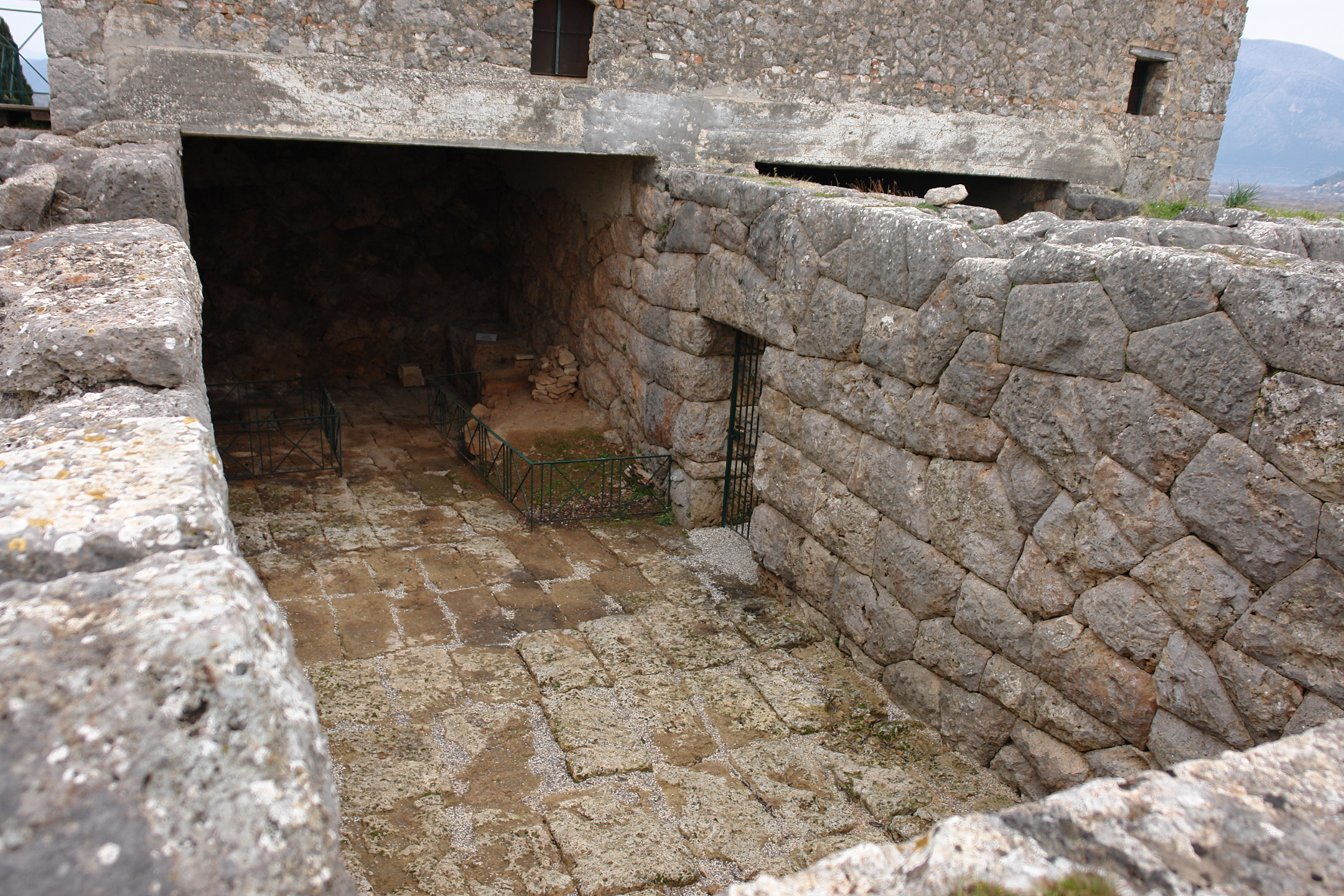
Sala principale del Santuario

Il termine Necromanteion significa "Oracolo della morte", e i fedeli venivano qui per parlare con i loro antenati morti. Anche se altri templi antichi, come il Tempio di Poseidone a Taenaron nonché quelli dell'Argolide, di Cuma, e di Heraclea Pontica sono noti per aver ospitato oracoli dei morti, il Necromanteion di Ephyra è stato il più importante. Esso apparteneva ai Tesprozi, una tribù greca dell'Epiro.
Secondo Erodoto, fu al Necromanteion che Periandro, tiranno di Corinto del VI secolo a.C., inviò una legazione per far porre delle domande alla sua moglie morta, Melissa. Nell'Odissea di Omero, il Necromanteion venne anche descritto come l'ingresso attraverso il quale Ulisse fece il suo ingresso negli Inferi, come descritto nella cosiddetta Nekyia.

## Uso rituale

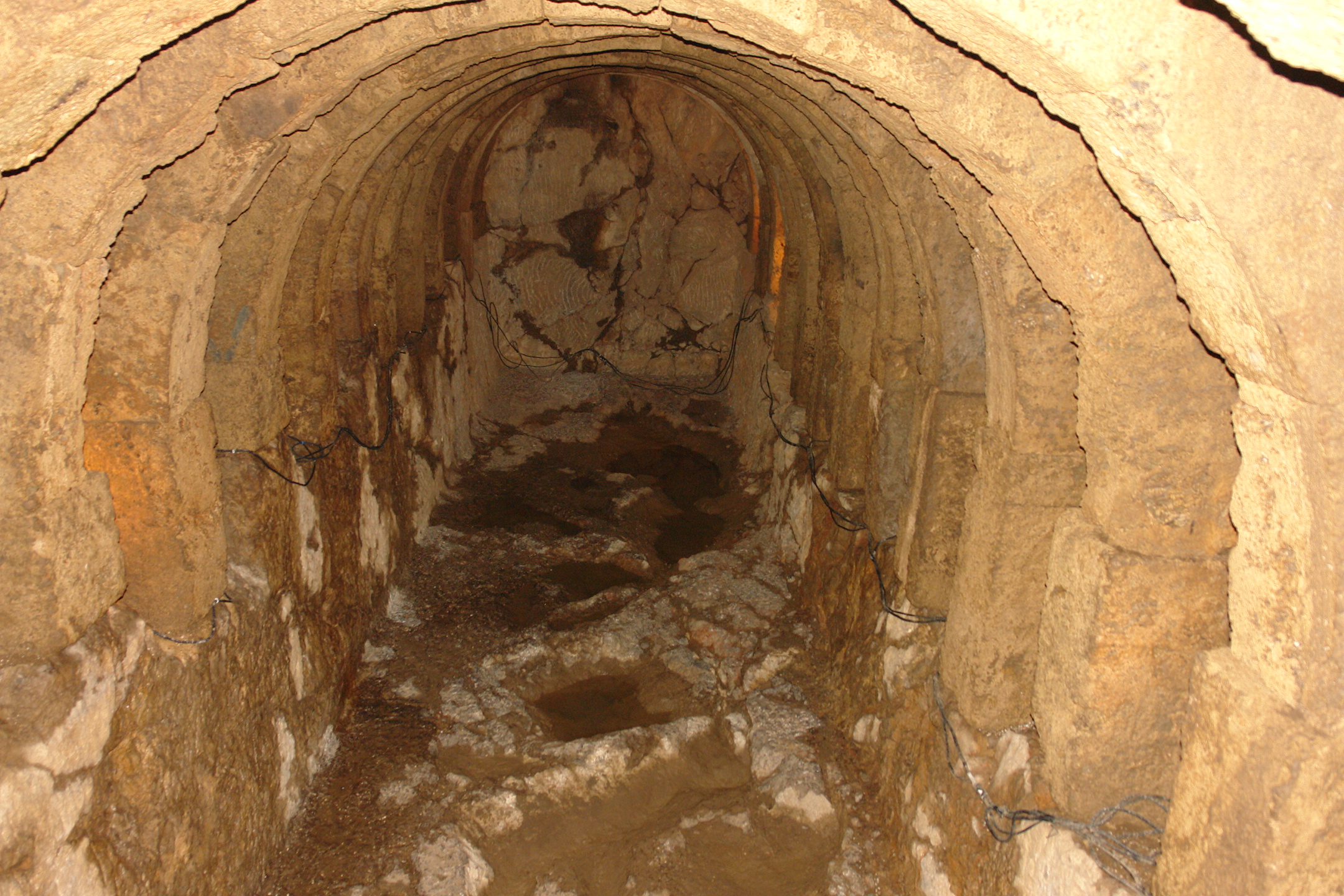
Tunnel sotterraneo

L'uso rituale del Necromanteion coinvolgeva elaborate cerimonie in cui i celebranti cercavano di parlare con i morti che si sarebbero raccolti in uno ziggurat - simil tempio per consumare un pasto a base di fave, carne di maiale, pane d'orzo, ostriche, e un composto narcotico. A seguito di una cerimonia di purificazione e dopo il sacrificio di pecore, i fedeli scendevano attraverso una serie ctonia di meandrici corridoi lasciando offerte al loro passaggio attraverso una serie di cancelli di ferro. Il nekyomanteia avrebbe posto una serie di domande e preghiere cantando e i celebranti poi avrebbero assistito al fatto che il sacerdote sarebbe emerso dalla terra e avrebbe cominciato a volare attorno al tempio attraverso l'uso di una gru teatrale.
Il Necromanteion funzionò fino al 167 a.C. quando fu saccheggiato e distrutto dai Romani.

## Sito archeologico
Un sito archeologico scoperto nel 1958 e scavato nei periodi 1958-1964 e 1976-1977 venne identificato come il Necromanteion dall'archeologo Sotirios Dakaris in base alla sua posizione geografica e alle sue somiglianze con le descrizioni presenti in Erodoto e Omero. Tuttavia, la sua situazione topografica su una collina che domina il sito non si adatta a questa interpretazione e alle rovine datate non prima del IV secolo a.C.
Oggi si pensa anche che il sito potesse essere una masseria fortificata di una specie comune nel periodo ellenistico. 
Oltre a discrete quantità di ceramiche per la casa, il sito ha restituito armi e strumenti agricoli, tra cui pila romani dalla distruzione definitiva del sito da parte dei Romani nel 167 a.C. Il ritrovamento più sorprendente è costituito da 21 rondelle ( modioli di bronzo) provenienti da almeno sette catapulte diverse, che Dakaris identificò erroneamente come componenti di una gru.

## Cronologia
- VIII secolo a.C. - Descrizione di Omero.
- V secolo a.C. - Descrizione di Erodoto.
- Tardo IV secolo a.C. - Costruzione dell'edificio.
- 167 a.C. - Distruzione ad opera dei Romani.